# مارثا بالارد
مارثا بالارد (بالإنجليزية: Martha Ballard)‏ هي كاتبة يوميات وقابلة أمريكية، ولدت في 1735 في أوكسفورد في الولايات المتحدة، وتوفيت في 1812 في أوغوستا في الولايات المتحدة.